# Pokolj u Buhinim Kućama
Pokolj u Buhinim Kućama bio je ratni zločin koji su počinile bošnjačko-muslimanske snage nad Hrvatima tijekom napada Armije BiH na hrvatska sela u dolini Lašve, u Srednjoj Bosni. Počinile su ga 9. siječnja 1994. u hrvatskom mjestu Buhinim Kućama kod Viteza, u sklopu velike ofenzive.

## Napad
Vukovar te Središnja Bosna, odnosno Vitez, čije su prigradsko naselje Buhine Kuće, po stradavanju u Domovinskom ratu najveće su žrtve u Hrvata. Dan 9. siječnja 1994. godine spada u najkrvavije i najteže u obrani 316 dana opkoljenog i potpuno blokiranog Viteza i oko 70 tisuća Hrvata Lašvanske doline. Krajnji cilj Armije BiH bio je presjeći Lašvansku dolinu na dva dijela i potpuno ugroziti i onako tešku obranu na tom području. Akcija presijecanja trebala je biti gotova spajanjem s postrojbama u Vraniskoj na južnoj strani viteške općine. Na još su nekoliko mjesta u isto vrijeme crte obrane Viteza i Lašvanske doline. Osobito su žestoko napali s juga, na naselje Sofa. Da su zauzeli Sofu, Armija BiH bi imala otvoren put ka središtu Viteza. Preko Sofe bi se približili tvornici oružja Slobodan Princip Seljo. Žestoke su borbe na području Sofe trajale satima. Hrvatske su snage zaustavile neprijatelja na 500-600 metara od središta grada. Osvajanjem Buhinih Kuća, koji su zaselak sela Šantića, Muslimani su presjekli hrvatsku enklavu i presječena je komunikacija, žila kucavica, Vitez - Busovača. Preostali Hrvati ostali su razbijeni na više enklava: Lašvansku dolinu, odnosno Vitez i Novi Travnik, enklava Busovaču, enklava Lepenicu i enklava Žepče. Napad je bio dio šire muslimanske ofenzive. Istovremeno su napali sve crte obrane HVO-a u Busovači, Novom Travniku, Uskoplju, a u Lepeničkoj enklavi, odnosno, Kiseljaku, dijelovima Fojnice i Kreševa, trajao je napad topništvom i pješaštvom iz pravca Visokog. Napale su položaje HVO-a u cijeloj Središnjoj Bosni, od Kiseljaka, Busovače, Nove Bile i Novog Travnika koji se tog dana granatirao nekoliko sati u kontinuitetu. Radi presijecanja hrvatske enklave i komunikacije Viteza s Novim Travnikom, napali su selo Nević Polje. Kod hrvatskih naselja Krčevine, Jardol i Dubravica tzv. ARBIH pokušala je probiti crte HVO tenkovskim udarom, ali je gusta magla to omela i jedan se tenk potpuno dezorijentirao. Svjedoci kažu da se na za ovu priliku formiranom muslimanskom izdvojenom zapovjednom mjestu u Preočici prema Zenici, okupio najviši politički i vojni vrh ABiH. Gusta magla onemogućilaim je da odsudnu bitku za Vitez promatraju kao u amfiteatru.
Napad je bio dugo pripreman. Kao i za 500 metara udaljeno Križančevo Selo napadnuto par tjedana prije, Muslimani su za istraživanje gdje su minska polja služili se zarobljenim hrvatskim prognanicima iz Zenice. Svaki su ih dan prisiljavali prelaziti bojišnicu, dok nisu pronašli uzak put što sigurno vodi u selo. Najviše su tjerali žene i djecu, od kojih većina nikada nije stigla ni u Križančevo Selo niti u Vitez. Tek ih desetak uspjelo proći, dok su ostali stradali u eksplozijama mina. Zbog vremenske i prostorne blizine izvjesno je da je primijenjena ista taktika u napadu na Buhine kuće. Od pokolja u Križančevom Selu Hrvati civili u viteškom kraju su spavali odjeveni, da bi mogli što prije u pokret u slučaju nevolje. Pritisak je bio daleko ranije, sredinom travnja 1993., kad su Muslimani zauzeli brdo Krivače. S njega su Muslimani svakodnevno tukli snajperom po civilima. Među snajperistima primijećene su žene koje su pucali po hrvatskim ženama i djeci. Od snajperske pucnjave s tog brda stradalo je oko 15 osoba, a bilo je i 10-15 ranjenih.
Diplomatske laži, prevrtljivost i nepristajanje na primirje bila je politika bošnjačkomuslimanskog vodstva[Krši li ovakav način pisanja NPOV?]. Pregovori s Hrvatima su trajali, ali nisu imali stvarnu namjeru išta dogovoriti. Međunarodna zajednica sve je ozbiljnije uviđalna napade Armije BiH i rastezanje s nepotrebnim ratom na jednom, i neaktivnošću na drugom bojištu. Najzad se energičnije razmatra sudbina BiH. Diplomatske aktivnosti pokazuju da je najzda u središte pozornosti stavljen položaj Hrvata u BiH. Pod pritiskom u Beču su se 4. siječnja 1994. sastali Mate Granić i Haris Silajdžić kao posebni izaslanici predsjednika Hrvatske Franje Tuđmana i predsjednika Alije Izetbegovića. Pregovori su nastavljeni 5. sutradan i zaključeno da se 8. siječnja 1994. u Bonnu sastanu predsjednici Tuđman i Izetbegović te objavljena je i zajednička izjava dr. Granića i dr. Silajdžića. No na predviđeni sastanak 7. siječnja dogovoren sukladno izjavi iz Beča i dogovoru iz Bruxellesa muslimansko-bošnjački predstavnici nisu došli. Otezali su s potpisivanjem primirja, računajući da će konačno slomiti Hrvate u Srednjoj Bosni.
Pod okriljem maglovite noći 9. siječnja u prigradsko naselje Viteza Buhine Kuće upali su pripadnici elitnih postrojbi tzv. Armije BiH, odnosno, 7. muslimanske brigade, odreda El-mudžahid u sklopu te brigade, te odred specijalaca MUP-a RBiH "Bosna" kojima je zapovijedao Dragan Vikić, po kojema su prozvani "Vikićevi specijalci". Uz Vikićeve specijalce u napadu na Buhine Kuće sudjelovali su i pripadnici postrojbe Crni labudovi iz Kaknja te Živiničke ose. 7. krajiška brigada i 323. brdska brigada. Iz iskaza neposrednih sudionika doznala se prljava uloga britanskog bataljuna UNPROFOR-a, smještenog u pogonu za obradu drveta Impregnacija stotinjak metara od prvih Buhinih kuća. Glavnina muslimanskih specijalaca stigla je u unproforovim bijelim oklopnjacima koji su se nesmetano kretali. Ušli su bez otpora i sukoba iza crta obrane koje je držala 1. bojna Viteške brigade HVO, te s mudžahedinima i ostalim pripadnicima tzv. ARBiH počinili masakr nad civilima i vojnicima koji je trajao nepuni sat vremena. Muslimanski vojnici bili su raspoređeni po grupama od 15 do 20 po selu. Rafali i krici vrisci i plač žena i djece odjekivali su selom. Pobili su 27 osoba civila i pripadnika HVO. Među ubijenima bilo je i djece. Ubojstva i pokušaji ubojstva žena i djece nisu bila slučajna, nego namjerna. Višestruko su muslimanski napadači pucali na žene i djecu s udaljenosti od 1 do 5 metara. Osobito je stradala uža obitelj Vidović. Hrvatske civile ubili su rafalima iz automatske puške, motornom pilom, sjekirom, nožem razapinjanjem na križ. U zločinima su se istakli počinitelji iz Malina, Moševice, Sarajeva, nekoliko pripadnika i zapovjednik mudžahedinske jedinice Gerila. Jedni Muslimani su htjeli pobiti preživjele Hrvate koje su našli da se skrivaju, drugi su vikali da ih pobiju. Nakon nekog vremena Hrvati što su se skrivali pošli su ka Unproforu. Tek iz trećeg pokušaja UNPROFOR ih prevezao do Viteza i ondje ih ostavio.
Ubijena su devetorica zarobljenih vojnika HVO, pripadnika PPN „Munje Središnje Bosne“, pripadnici Travničke brigade HVO-a. Ubijeni vojnici HVO-a zarobljeni su na spavanju, bez pružanja otpora. Mučeni su i masakrirani. Pobijeni vojnici travničkog HVO-a iz PPN su iz postrojbe formirane od hrvatske travničke mladeži nakon pada Travnika u muslimanske ruke. Postrojba za posebne namjene Munje ovdje su bili na rutinskoj zadaći, pazeći na selo i cestu. Pred kućom u kojoj su bili smješteni ostavili su stražara. Muslimanski napadači prvo su udarili kuću u kojoj su bili hrvatski specijalci, očito točno znajući gdje se nalaze. Uloga britanskog unprofora u krijumčarenju muslimanskih vojnika kroz hrvatske položaje daje mjesta sumnjama u to tko im je dojavio točan položaj. Tiho su ubili stražara, te potom pošli na kat gdje su bili sneni hrvatski specijalci. No, nisu ih odmah ubili, nego su ih mučili. Tijela su im nađena vezana žicom oko vrata i nogu s rukama na leđima. Tijela trojice ubijenih ležala su u hodniku na drugom katu, s tragovima noža po tijelu, dok su tijela ostalih bila nabacana po sobi poput starih stvari u ostavi, tijela masakriranih nožem, a neki su bili i s prostrijeljenim šakama, polomljenim laktovima i ramenima. Jednome su našli da je imao na nogama čarape u kojima je bilo nagurano polomljeno staklo od boca, i bio je prisiljen trčati u njima prije nego što su ga ubili.
Najmlađa civilna žrtva je dvogodišnji Danijel Grbavac koji je ubijen u naručju oca pred kućnim pragom netom prije nego što mu je rafalima pokošena mati. Otac ga je na rukama odnio do ambulante u Vitez, odakle je prevezen dalje u Novu Bilu, no dijete je već umrlo od zadobivenih teških rana. Muslimanske snage su pritom opljačkale i zapalile na desetke obiteljskih kuća i gospodarskih objekata u vlasništvu Hrvata tog sela.  U istom napadu ranjeno je 35 Hrvata, od kojih je bilo 8 civila. 17 civila je nestalo, a 13 žena iz tog sela odvedene su i zatočene i mučene u logoru tzv. Armije BiH u susjednom Sivrinom Selu.  13 žena, bose i u spavaćicama i jedno dijete odvezene su dalje u Zenicu. Na urbano područje Viteza tog su dana muslimanski agresori ispalili od pola 6 ujutro do podneva više od 100 granata. Iznenađujuće, svjetski mediji (CNN, BBC...), često neskloni Hrvatima, a osobito Hrvatima Srednje Bosne, izvijestili su o ovom pokolju. U svijet su prenijeli stravične slike kuća u plamenu i civila i vojnika koji leže po dvorištima obiteljskih kuća, licem prema zemlji ili na boku.
HVO je nadljudskim naporima 14. veljače, 36 dana poslije, oslobodio Buhine Kuće i bitkom za Zavrtaljku i vratio pod kontrolu prometnicu Vitez - Busovača. Deset je boraca HVO poginulo u borbama za oslobađanje Buhinih Kuća, a više desetaka ih je ranjeno. Tek hrvatskim oslobađanjem okupiranih Buhinih Kuća, nikakvom akcijom UN-ovih snaga ni EEZ-ovih promatrača, identificirani su pripadnici HVO-ovih „Munja“ sanacijom terena. Tijela petoro ubijenih civila pronađene su 36 dana poslije pokolja u jednoj seoskoj šupi. Donji dio tijela ubijenog Marka Buhića prerezanog motornom pilom pronađeno je nakon trotjedne potrage. U pokolju su muslimanski agresori ubili Dragicu Petrović dva dana poslije napada na selo, premda su joj isprve poštedjeli život. Ubijena 26-godišnja Dragica Petrović bila je veoma lijepa. Majci i sestri nisu dozvolili da je povedu sa sobom, nego su ju ostavili u kući. Dva su je dana tukli ciglom u glavu, a potom i ubili. Tijelo joj je izvučeno nakon tridesetak dana. Razlog zašto mlada lijepa hendikepirana ženska osoba nije odmah ubijena i zašto joj nije dopušten odlazak, nego prisilno zadržana među gomilom muškaraca, navodi na samo jedan zaključak. Za tijela Ankice Vidović i Ankice Grabovac još uvijek se ne zna gdje su. Ranjeno dvoje djece poslani je od muslimanske vojske prema cesti, koja im nije pružila prvu pomoć. Djevojčica ranjena u rame bila je prisiljena opasno ranjenog brata 300 do 500 metara do Šafradina, te je dječak ranjen u trbuh odvezen u Split u bonicu. Nekoliko civila ubijeno je nakon što su istrčali su iz kuća bježeći pred ubačenim bombama.

## Krivci
Za zločin ni nakon više od 25 godina nitko nije odgovarao. Buhine Kuće su bile u odgovornosti 3. korpusa tzv. Armije BiH. Hrvati u Središnjoj Bosni odgovornim smatraju jednog od zapovjednika 3. korpusa tzv. Armije BiH Džemala Merdana i zapovjednika jedne od specijalnih postrojbih MUP-a RBiH Dragana Vikića. Enver Hadžihasanović, Amir Kubura i Mehmed Alagić suđeni su u postupcima pred Haaškim tribunalom vođenim protiv Envera Hadžihasanovića, Amira Kubure i Mehmeda Alagića, no za ovaj zločin nisu niti optuženi. Generala tzv. ARBIH Mehmed Alagić bio je zapovjednik OG Bosanska Krajina i optužnica protiv njega je sadržavala i Buhine kuće, međutim, Alagić je preminuo čime je kazneni postupak okončan. 
Džemal Merdan, koji je bio zamjenik zapovjednik 3. korpusa 7. muslimanske brigade “AR BiH”, otprije poznat po pokolju u Križančevu Selu (18 dana ranije i 500 metara zapadnije, bliže gradskom središtu), umjesto na optuženičkoj klipi, bio je svjedok u haaškom postupku protiv Darija Kordića. Argumenti o sudjelovanju Vikićevih specijalaca nešto su manje jaki nego kod Križančeva Sela, ali dovoljni da ne smiju biti nezanemarivi. Zločin u Buhinim kućama nije procesuiran ni pred Haškim tribunalom, a ni Sudom BiH u Sarajevu. U ratu za središnju Bosnu međunarodni promatrači imali su dvostruka mjerila koja su uvijek bila u muslimansko-bošnjačku korist. Zbog toga su se nekažnjeno provukli suborci Dragana Vikića koji su se javno hvalili što su napravili " 'ustašama' kod Viteza" pod izlikom pomaganja okruženoj maloj muslimansko-bošnjačkoj enklavi unutar hrvatske enklave, (Starom Vitezu).

## Grobovi
Ubijeni pripadnici Munja i Prve bojne Viteške brigade HVO su: Mladen Grgić ( 1973.), Ivica Lovrenović (1967.), Smiljan Papić (1969.), Mario Buligović (1972.), Goran Kafadar ( 1972.), Anto Božić( 1972.), Ivan Kreševljak (1975.), Toni Jazvić (1975.) i Mario Barešić (1974.), Nikola Janković (1932.), Petar Perković (1940.) Među ubijenim bojovnicima bili su Hrvati iz Jajca, Polja kod Travnika, Zenice i dr. Domaći bojovnici HVO su iz mjesta kod Viteza, Topale, Šantića, Dubravica, Krušćice. Među bojovnicima HVO je uz Hrvate bio i Rom. Ubijeni civili su: Ankica Grbavac (1971.), Danijel Grbavac (1992.), Dragica Petrović (1958.), Draženko Petrović (33 ili 34 godine star), Marko Buhić (1957.), Stjepan Ramljak (1941.), Ankica Vidović (1952.), Dragan Vidović (1950.), Mirko Vidović zvani Pitalo (1952.), Dražen Vidović (1975.), Novko Jurić, Draženko Jutanda (1960.), Nikica Totić (1969.), Mirko Šafradin (1960.) i dr.
Najveći broj žrtava danas počiva na groblju Topala, na kojem je spomen-obilježje žrtvama pokolja.